# Cerapteryx fumosa
Cerapteryx fumosa là một loài bướm đêm trong họ Noctuidae.